# Лабастид-Сен-Жорж
Лабасти́д-Сен-Жорж (фр. Labastide-Saint-Georges, окс. La Bastida de Sant Jòrdi) — коммуна во Франции, находится в регионе Юг — Пиренеи. Департамент — Тарн. Входит в состав кантона Лавор-Кокань. Округ коммуны — Кастр.
Код INSEE коммуны — 81116.

## География
Коммуна расположена приблизительно в 580 км к югу от Парижа, в 34 км восточнее Тулузы, в 35 км к юго-западу от Альби.
По территории коммуны протекает река Агу.

## Климат
Климат умеренно-океанический. Зима мягкая и дождливая, лето жаркое с частыми грозами. Ветры довольно редки.

## Население
Население коммуны на 2010 год составляло 1752 человека.
| 1962 | 1968 | 1975 | 1982 | 1990 | 1999 | 2010 |
| ---- | ---- | ---- | ---- | ---- | ---- | ---- |
| 414  | 527  | 872  | 1005 | 1063 | 1235 | 1752 |

## Администрация
| Период | Период | Фамилия         | Партия                              | Примечания  |
| ------ | ------ | --------------- | ----------------------------------- | ----------- |
| 1965   | 2001   | Реймон Брессоль | Французская коммунистическая партия | ремесленник |
| 2001   | 2014   | Жак Жюан        | Социалистическая партия             | учитель     |
| 2014   | 2020   | Эмманюэль Жулье |                                     |             |

## Экономика
В 2007 году среди 1037 человек в трудоспособном возрасте (15—64 лет) 756 были экономически активными, 281 — неактивными (показатель активности — 72,9 %, в 1999 году было 71,1 %). Из 756 активных работали 716 человек (378 мужчин и 338 женщин), безработных было 40 (13 мужчин и 27 женщин). Среди 281 неактивных 93 человека были учениками или студентами, 115 — пенсионерами, 73 были неактивными по другим причинам.

## Достопримечательности
- Замок Траве (XVII век). Исторический памятник с 1952 года.[4]

## Фотогалерея

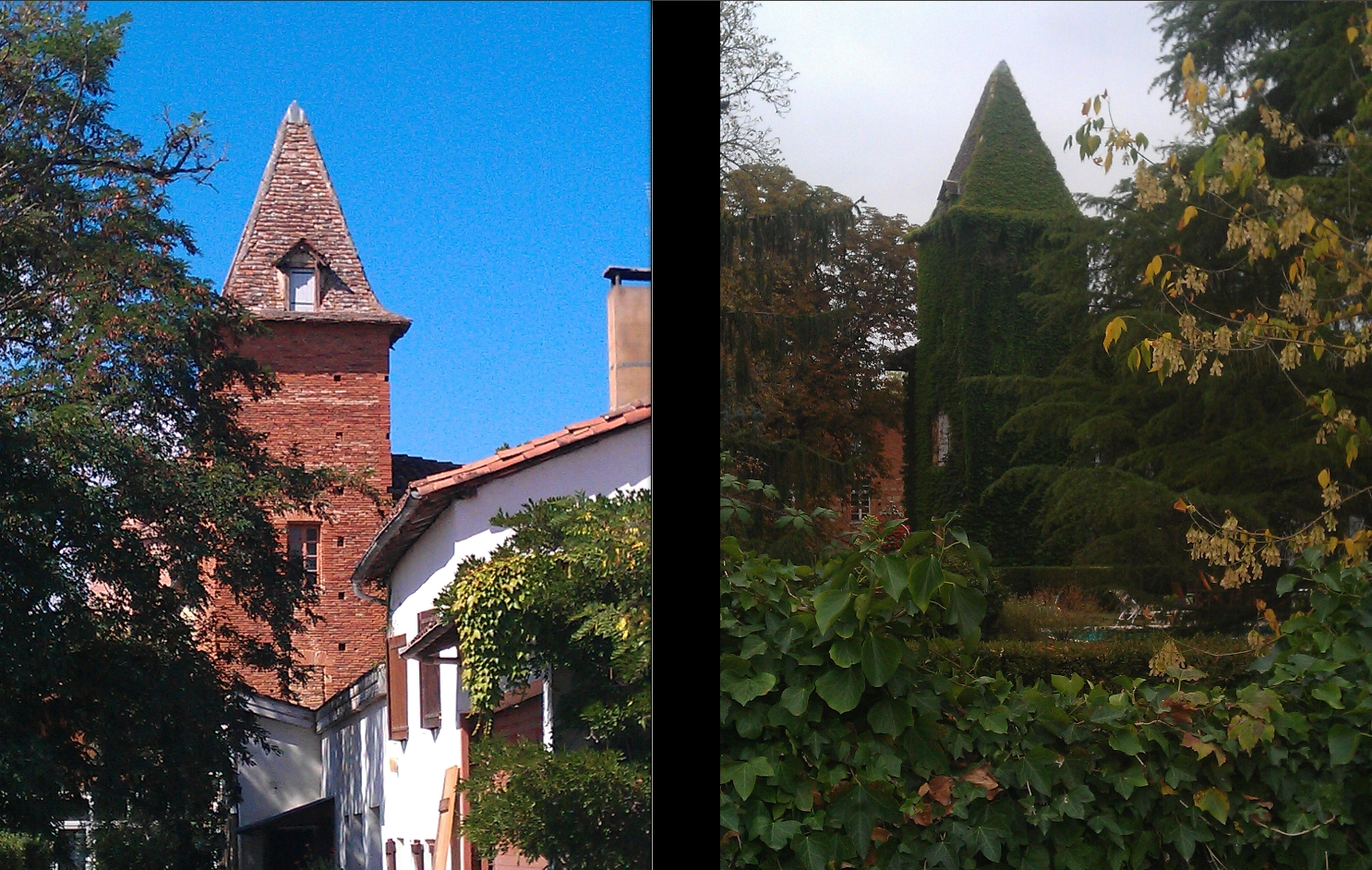
Замок Траве
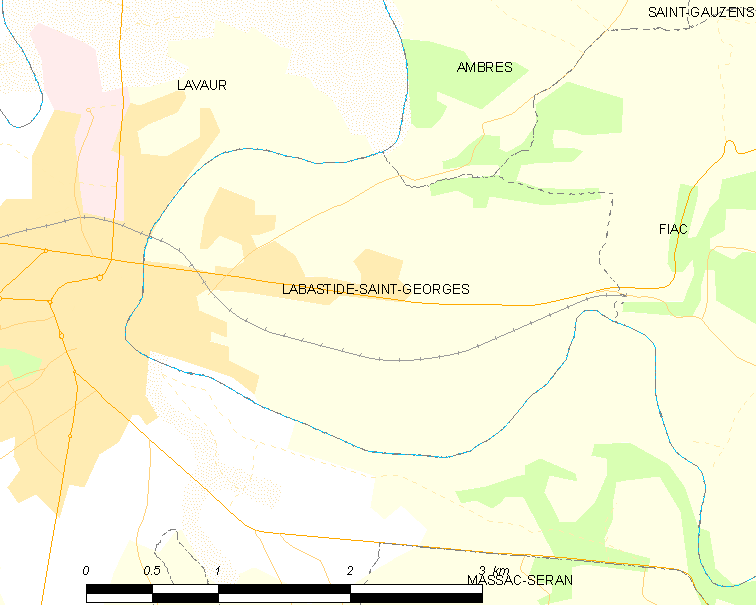
Карта коммуны